# BCC IV
BCC IV je čtvrté studiové album americké hudební skupiny Black Country Communion. Vydáno bylo v září roku 2017. Obsahuje celkem deset písní, které kapela nahrála mezi lednem a únorem roku 2017. Album produkoval Kevin Shirley, který tuto funkci vykonával i na předchozích třech albech této skupiny. Jde o první album kapely od roku 2012, kdy vyšlo Afterglow. První píseň z alba nazvaná „Collide“ vyšla 2. srpna 2017.

## Seznam skladeb
1. Collide
2. Over My Head
3. The Last Song for My Resting Place
4. Sway
5. The Cove
6. The Crow
7. Wanderlust
8. Love Remains
9. Awake
10. When the Morning Comes

## Obsazení
Black Country Communion
- Glenn Hughes – zpěv, baskytara
- Joe Bonamassa – kytara, zpěv
- Jason Bonham – bicí, perkuse
- Derek Sherinian – klávesy

Ostatní
- Kevin Shirley – perkuse
- Gerry O'Connor – housle